# Hecamede grisescens
Hecamede grisescens är en tvåvingeart som beskrevs av Becker 1903. Hecamede grisescens ingår i släktet Hecamede och familjen vattenflugor.
Artens utbredningsområde är Egypten. Inga underarter finns listade i Catalogue of Life.